# Videkić Selo
Videkić Selo je naselje u Republici Hrvatskoj, u sastavu grada Slunja, Karlovačka županija. 

## Stanovništvo
Prema popisu stanovništva iz 2001. godine, naselje je imalo 75 stanovnika te 25 obiteljskih kućanstava.

Prema popisu stanovništva 2011. godine naselje je imalo 21 stanovnika.
| broj stanovnika | 214   | 218   | 167   | 187   | 239   | 206   | 185   | 185   | 207   | 201   | 221   | 218   |       |       | 75    | 21    | 14    |
|                 | 1857. | 1869. | 1880. | 1890. | 1900. | 1910. | 1921. | 1931. | 1948. | 1953. | 1961. | 1971. | 1981. | 1991. | 2001. | 2011. | 2021. |